# Steinbruch Kattensiepen
Der Steinbruch Kattensiepen ist ein ehemaliger Kalk-Steinbruch nordwestlich von Schloss Körtlinghausen im Stadtgebiet von Rüthen. Der Bruch wurde von der Steinbruch Kattensiepen GmbH der Firma Steinrisse betrieben. Die Firma baute Warsteiner Massenkalk mit einem Reinheitsgrad 97–98 % Calciumcarbonat (Kalk) ab, zur Gewinnung und Erzeugung von Edelsplitt. Der Bruch liegt im Landschaftsschutzgebiet Kreis Soest. Der Steinbruch liegt direkt an der Landstraße 735, die von Suttrop ins Möhnetal führt.

## Mineralien und Fossilien
Im Steinbruch befinden sich Gesteine des Obercarbon und Untercarbon. Es wurden die Mineralien Apatit-Gruppe, Calcit, Chalkopyrit, Galenit, Limonit, Pyrit und Phosphorit nachgewiesen.
Im Bruch fand man Fossilien vom Ammoniten Platyclymenia costata.

## Kataster schutzwürdiger Biotope
Das Fachinformationssystem vom Landesamt für Natur, Umwelt und Verbraucherschutz Nordrhein-Westfalen (LANUV) führt den östlichen Bereich des Steinbruchs als gesetzlich geschütztes Biotop nach § 30 BNatSchG (BK-4516-0099 Gierzhagener Bachtal 77.1579 Hektar Flächengröße) auf.

## Sonstiges
Im Steinbruch führte man eine Untersuchung zu Gammastrahlen durch.